# Каркас (конструкция)
Карка́с — внутренняя несущая конструкция, состоящая из сочетания линейных элементов. Каркас призван выдерживать нагрузки, обеспечивать прочность и устойчивость объекта.
Твёрдая основа (обычно проволочная) матерчатых, бумажных изделий. В строительстве — остов сооружения, состоящий из отдельных, скреплённых между собою опорных элементов (стержней, балок, опор).

## Каркас здания

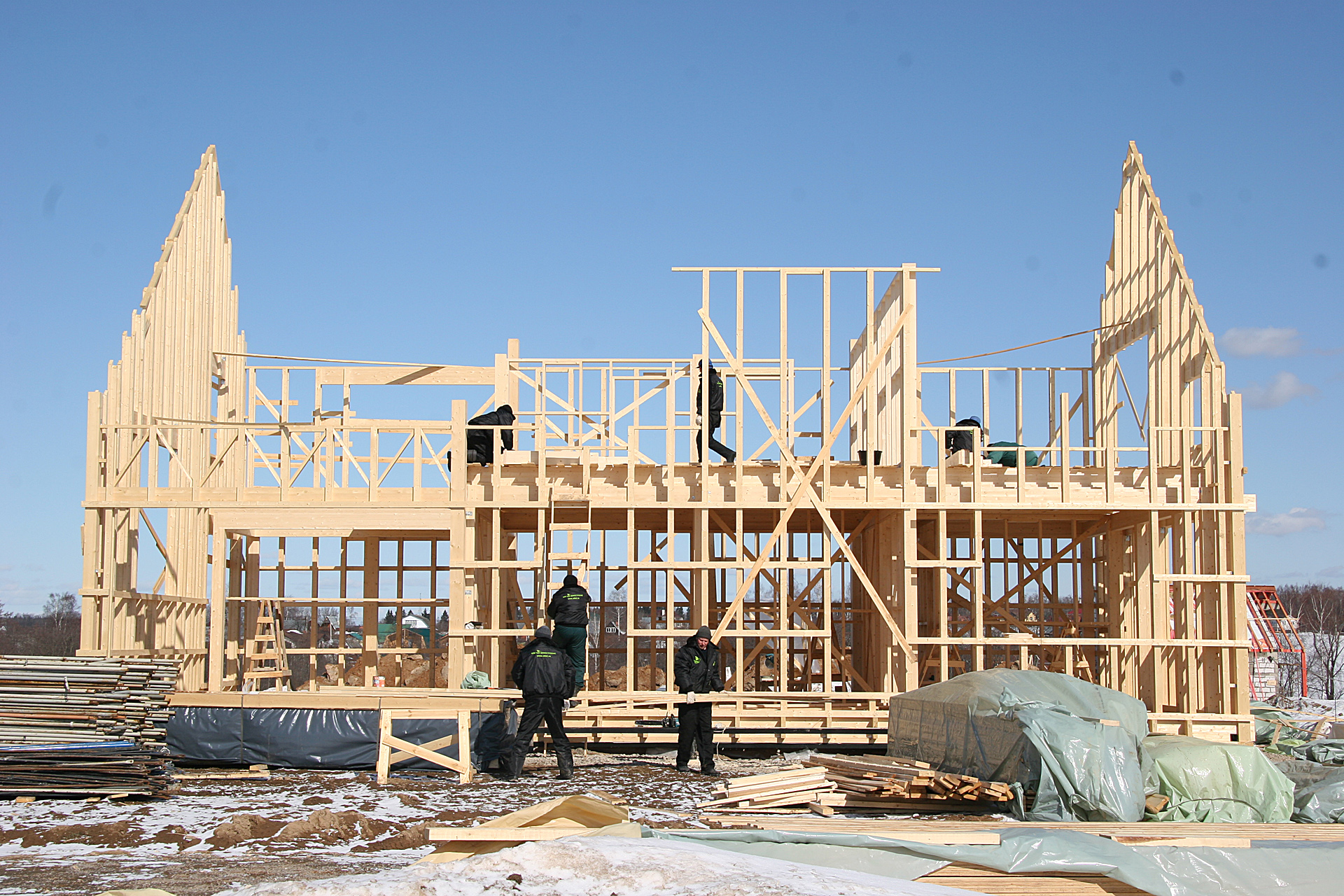
Деревянный каркас в процессе строительства

Каркасы зданий состоят, в основном, из колонн и опирающихся на них ригелей, прогонов, ферм, на которые укладываются элементы, образующие перекрытия и покрытия. Кроме полных каркасов, воспринимающих все действующие нагрузки и собственный вес конструкций здания, встречаются также здания с неполным (внутренним) каркасом, без колонн у наружных стен, которые в этом случае совместно с каркасом являются несущими конструкциями.
Каркасы рассчитываются на нагрузки от собственного веса конструкций здания, на полезные нагрузки, нагрузки от снега, ветра и в необходимых случаях на силы, возникающие при сейсмических воздействиях и неравномерных осадках фундаментов.
Жёсткость узлов соединения сборных рамных каркасов достигается сваркой стальных закладных частей или «замоноличиванием» выпусков арматуры, сваренных между собой.
Применение каркасов в сочетании с лёгкими ограждающими конструкциями стен и перегородок из эффективных материалов способствует снижению веса зданий по сравнению со зданиями, имеющими массивные стены. Здания с каркасом требуют меньшего расхода железобетона, чем крупнопанельные, но при этом увеличивается расход стали.

## Материалы каркаса
Каркасы зданий выполняются из железобетона, стали, алюминиевых сплавов, дерева.
Монолитные железобетонные и стальные каркасы находят применение в промышленных и уникальных общественных зданиях — больших цехах, выставочных павильонах, стадионах; деревянные каркасы используются в малоэтажных проектах домов и временных сооружениях. Каркасы в зданиях также используются в форме конструктивной основы больших застекленных стеновых ограждений.

## Способы опирания
Сборные железобетонные каркасы различают по способу опирания горизонтальных элементов на колонны:
- Консольный — ригели опираются на консоли, выпускаемые из колонн, или уступы и гнёзда, оставляемые в колоннах
- Платформенный — ригели опираются на торцы одноэтажных колонн

При платформенном опирании стыки колонн совмещаются с узлами опирания, при консольном — стыки колонн могут быть и в пределах этажа, а колонны возможны многоярусные. Применяются также каркасы, ригели которых входят в состав крупнопанельных элементов перекрытий на комнату (безригельные каркасы).